# Fuerte Douaumont

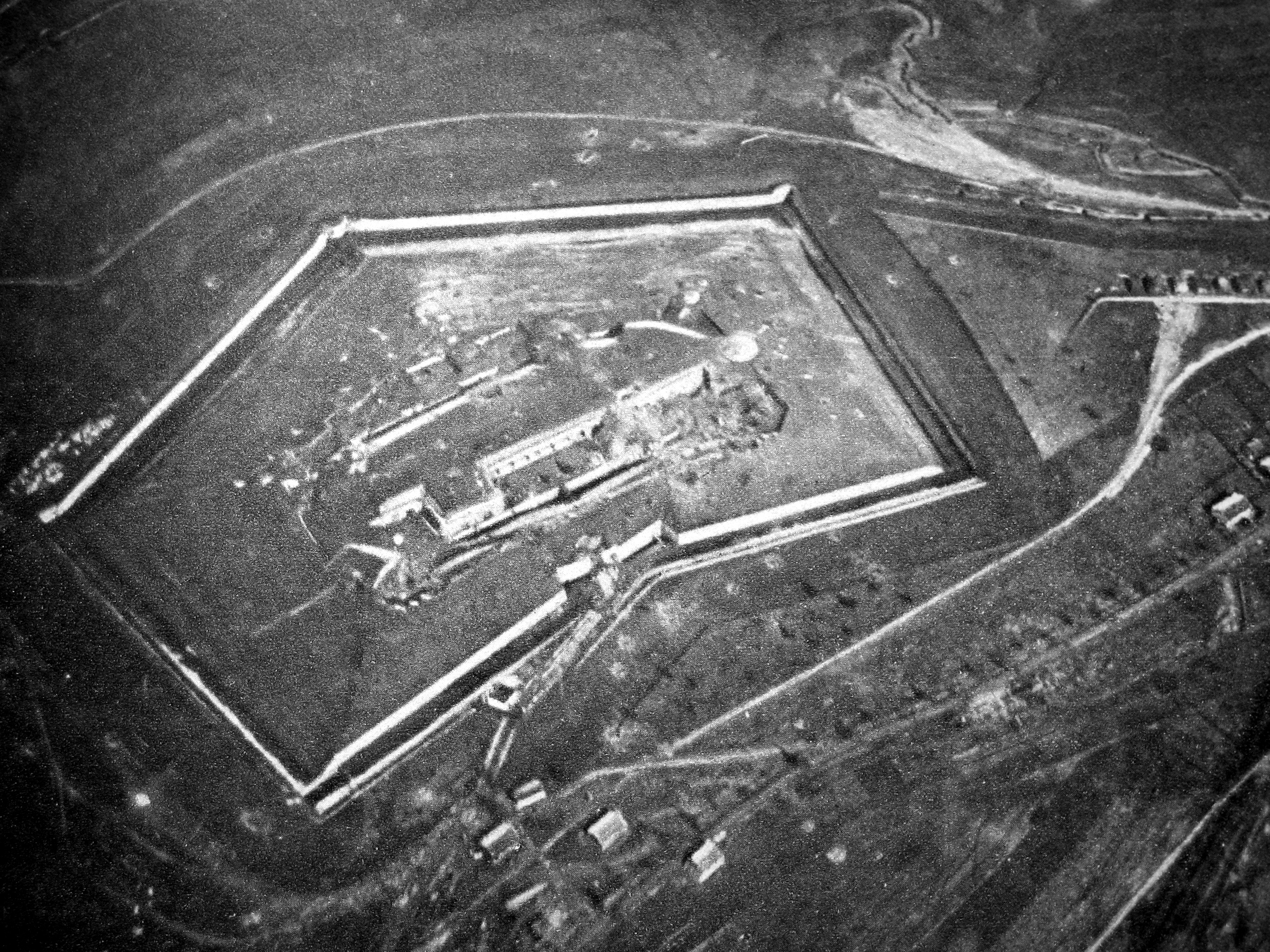
Fotografía del fuerte Douaumont en 1916, antes de la ofensiva alemana.

El fuerte Douaumont es una fortaleza militar en desuso ubicada en los alrededores de la ciudad de Verdún (Francia). Tiene una superficie total de 30 000 metros cuadrados y se encuentra en la cima de una colina a 395 m sobre el nivel del mar, en un punto estratégico desde el que se domina una gran extensión de terreno. Su construcción se realizó entre 1884 y 1886, tras finalizar la guerra franco-prusiana. Fue modernizado entre 1901 y 1913. Cuenta con numerosas galerías subterráneas y búnkeres dispuestos para una guarnición de 500 hombres. El 25 de febrero de 1916, al inicio de la batalla de Verdún, el fuerte fue tomado por un pequeño contingente alemán formado por 19 oficiales y 79 soldados que hicieron prisioneros a gran parte de la guarnición francesa, formada en aquel momento únicamente por 58 reservistas. Las tropas francesas recuperaron la fortaleza el 24 de octubre de 1916 tras encarnizados combates que provocaron gran número de muertos. En la actualidad (2024) las ruinas de la fortificación no tienen uso militar y se ha convertido en un lugar al que acuden miles de visitantes interesados por la historia.

## Hechos notables
La estructura tiene forma de pentágono, ocupa una superficie total de 30 000 metros cuadrados y mide unos 400 m de largo. Cuenta con dos niveles subterráneos.
El 8 de mayo de 1916 tuvo lugar una enorme explosión en el fuerte ocasionado por la deflagración de un depósito de municiones y un incendio. Como consecuencia del incidente fallecieron alrededor de 850 soldados alemanes, muchos de los cuales fueron enterrados en el interior de las instalaciones.
Fue declarado monumento histórico de Francia el 25 de noviembre de 1970. Las ruinas del fuerte son visitadas por numerosas personas que se interesan por la historia de la Primera Guerra Mundial. Recibió 94 225 visitantes en el año 2012, 97 921 visitantes en el 2013, y 170 898 en el 2014, coincidiendo con el centenario del inicio de la contienda.